# Stenbukken (stjernetegn)
 Denne artikel omhandler det astrologiske stjernetegn Stenbukken. Opslagsordet har også en anden betydning, se Stenbukken.
Stenbukken (Capricorn) er det tiende stjernetegn i dyrekredsen. Tegnet ligger mellem  Skytten og Vandmanden. Solen bevæger sig siderisk igennem Stenbukken fra sidste del af januar til midten af februar ulig stjernetegnet periode. 

## Mytologisk
Stenbukken forestiller en ged med en slange- eller fiskehale.
- Græsk: Aigipan var den buk, der leverede skindet til Zeus' skjold. Aigipan skal også have diet hos geden Amaltheia og var således Zeus' mælkebroder.
- Latin: Romerne mente at tegnet var gudinden Vesta.

Man mente også at Stenbukken havde to væremåder:
1. Bystenbukken, som er den, der altid mener hvad andre mener, og som ikke har ret meget selvtillid.
2. Bjergbukken, som altid går sine egne veje, og som ikke har den bedste selvtillid, men som har et stærkt hjerte.

## Astrologisk
Tegnet er fuldt synligt fra 62°N til 90°S.
- Periode: 21. december til 21. januar (datoerne varierer alt efter hvornår solen tropisk går ind i tegnet)
- Planethersker: Saturn (♄)
- Element: Jord
- Type: Kardinal
- Legemsdel: Knæ, led, hud og knogler

## Datalogi
Tegnet for Stenbukken ♑ findes i tegnsættet unicode som U+2651 "Capricorn".